# 中山路 (南京)

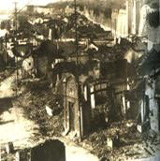
南京大屠杀期间，火烧后的断壁残垣的中山路。

中山路是位于江苏省南京市中心的一条长2公里，宽40米的南北向交通干道。南起新街口广场，北至鼓楼广场，与北面的中央路和南面的中山南路构成南京市的南北方向主轴线。该路与长江路-华侨路、珠江路-广州路、学府路等干道相交。1929年兴建，是从下关中山码头直到中山陵全长20公里的迎陵大道的一部分。全路宽广笔直，两旁各有两排高大的悬铃木（法国梧桐），郁郁葱葱，遮天蔽日。南段是中华第一商圈--新街口商圈的一部分。1990年代以后，全路两侧多已改建为高层建筑，仅留存少量民国建筑。

## 民国建筑
- 中山路19号——中国国货银行旧址，江苏省文物保护单位[1]
- 中山路75号——福昌饭店，南京市文物保护单位
- 中山路169号 ——南京市金陵中学，内有全国重点文物保护单位汇文书院钟楼
- 中山路178号 ——汇文女中校长旧居，非文物重点近现代建筑
- 中山路251号——原国民政府司法部大门，今南京供电局，南京市文物保护单位
- 中山路291号——国民党三民主义青年团中央团部大门旧址，非文物重点近现代建筑
- 中山路321号——马林医院旧址，今鼓楼医院，江苏省文物保护单位

## 交通
南京地铁一号线经过中山路，设有3个车站：新街口站、珠江路站和鼓楼站。